# Собачки (урочище)
Соба́чки — урочище на правому березі Дніпра, поблизу села Привільного Вільнянського району (до 1966 року — Червоноармійського) Запорізької області (тепер залите Дніпровським водоймищем).
Тут у 1928—1929 роках досліджували середньо-неолітичну стоянку надпорізько-приазовської групи, що означають Дніпро-Донецькою культурою. Зокрема, відкрили залишки наземних будівель, кам'яне знаряддя (мотики, шліфовані сокири, крем'яні наконечники стріл), кістяні гачки для вудок. Глиняна кераміка, що залишилася тільки у фраґментах, прикрашена заглибленим орнаментом геометричних форм.
Поселення також ідентифікують із сурсько-дніпровською культурою.